# Léon Vasseur

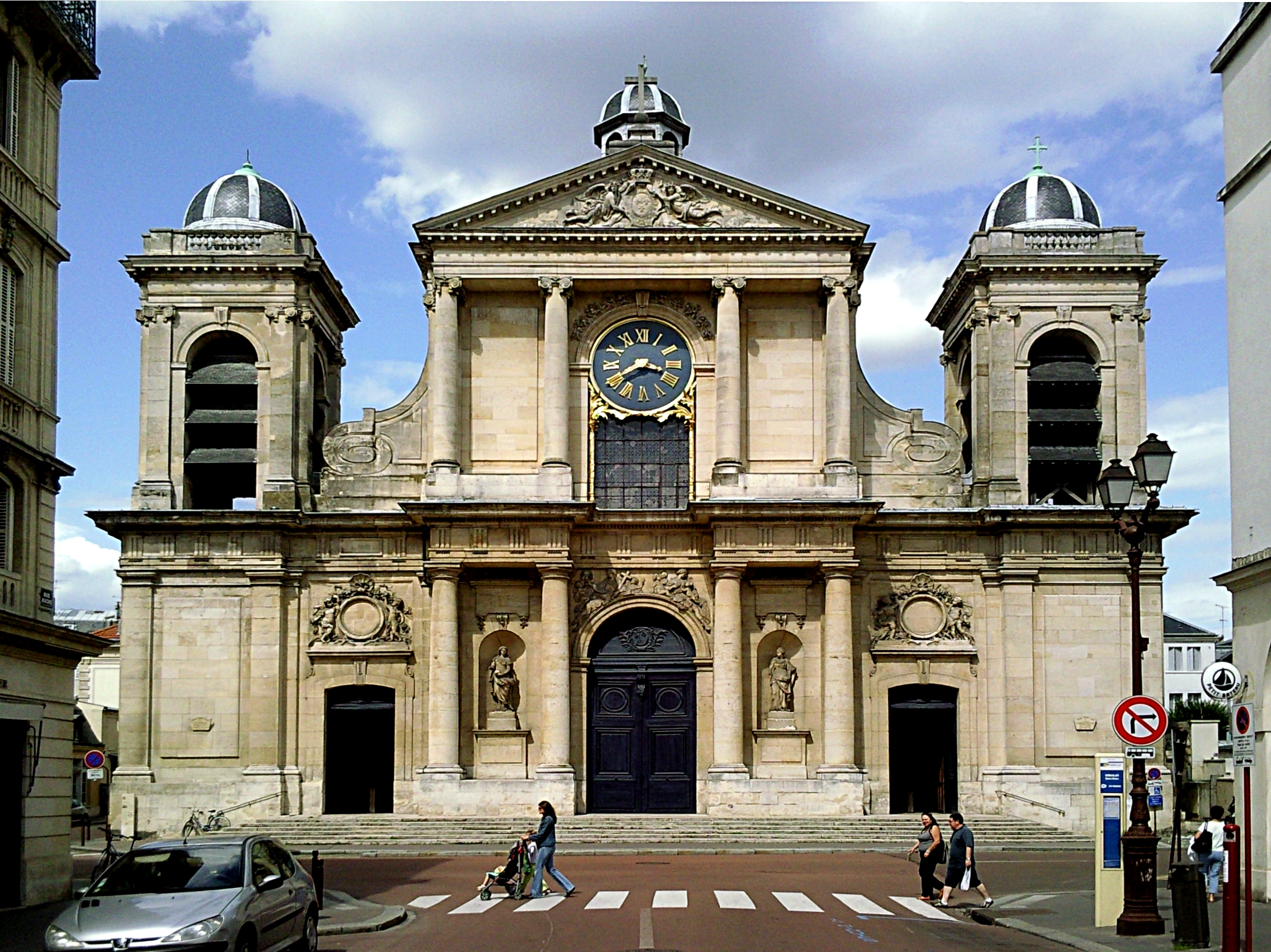
Església de Notre-Dame de Versalles on Léon Vasseur fou organista (1870-72)

Léon Vasseur (Bapaume, Pas de Calais, 28 de maig de 1844 - Aisne, Alts del Sena, 25 de maig de 1917) fou un compositor, organista i director d'orquestra francès.
Feu els seus primers estudis musicals sota la direcció del seu pare, que era, organista, i el 1856 aconseguí del bisbe d'Arràs una bossa d'estudis en l'escola Niedermeyer de París. El 1863 fou de l'església de Sant Simforià de Versalles i el 1870 ho fou de la catedral de la mateixa ciutat. El 1879 intentà fundar a París un nou teatre líric, Le Noveau Lyrique, però la seva empresa fracassà, dedicant-se llavors a director d'orquestra del Folies Bergère (París) i posteriorment en els Concerts de París. Vasseur va compondre dues misses; un Méthode d'orgue-harmonium; algunes transcripcions de melodies d'òpera per harmònium; alguns Magnificats, reunits amb el títol de L'office divin, i un Hymne à Sainte-Cécile, per a soprano, orquestra i orgue (1877); però la seva producció més important resta en partitures de música lleugera per a opereta, alguna de les quals assolí perdurable èxit. Entre les seves produccions d'aquesta índole hi ha:
- Un fideux fi, trois fig-gurants; La timbale d'argent (1872);
- La petite reine (1873);
- Le Grélot, (1873);
- La roi d'Ivetot, (1873);
- La famille Trouillat (1874);
- Les parissienes, (1874);
- La blanchisseuse de Berg-op-Zoom (1875);
- La cruche cassée (1877);
- La sorrentine, (1877);
- Le droit du seigneur (1878);
- Le billet de logement (1879);
- Le petit parisien (1882);
- Le mariage au tamtam (1884);
- Madame Cartouche (1886);
- Ninon (1887);
- Mademoiselle Crénom (1888);
- Le prince Soleil (1889),
- París-Atraction (1890);
- Le voyage de Suzette, (1890);
- La famille Venus (1891);
- Le commandant Laripète (1892);
- La pretentaine (1893);
- Fichue idèe (1895);
- Le royaume d'Hercule (1896);
- Au chat (1897);
- Dans la plume (1898), etc.

També va escriure la música del ball pantomima La Brasserie.